# Abner Coburn

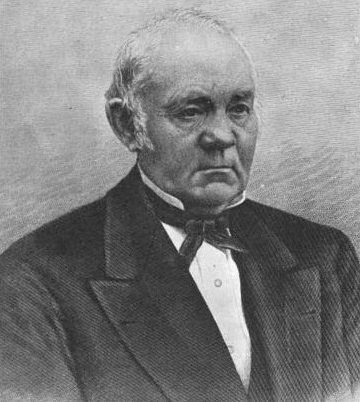
Abner Coburn

Abner Coburn (* 22. März 1803 in Skowhegan, Somerset County, heutiges Maine, damals Massachusetts; † 4. Januar 1885 ebenda) war ein US-amerikanischer Politiker und von 1863 bis 1864 Gouverneur von Maine.

## Frühe Jahre
Abner Coburn besuchte die Bloomfield Academy und die örtlichen Schulen seiner Heimat. Danach begann er eine erfolgreiche Karriere als Landvermesser. Bald wurde er einer der größten Landbesitzer und reichsten Bürger von Maine. Coburns politischer Aufstieg begann im Jahr 1838 mit seiner Wahl in das Repräsentantenhaus von Maine. In den Jahren 1840 und 1844 wurde er erneut in dieses Gremium gewählt. Er war 1854 einer der Mitbegründer der Republikanischen Partei in Maine. Zwischen 1855 und 1857 war er im Beraterstab des Gouverneurs von Maine und im Jahr 1860 war er einer der Wahlmänner von Abraham Lincoln. 1862 wurde Coburn als Kandidat seiner Partei zum neuen Gouverneur von Maine gewählt.

## Gouverneur von Maine
Coburn trat sein neues Amt am 7. Januar 1863 an. In seiner einjährigen Amtszeit unterstützte er die Kriegsanstrengungen der Bundesregierung. In diese Zeit fällt auch die Kriegswende des Amerikanischen Bürgerkriegs. Nach den Siegen der Unionsarmee bei Gettysburg und der Einnahme der Festung Vicksburg in Mississippi waren die Truppen der Union nun deutlich im Vorteil. Coburns Amtszeit endete am 6. Januar 1864. Danach zog er sich aus der Politik zurück. Er blieb aber geschäftlich weiter aktiv. Er wurde Präsident einer Bank und einer Eisenbahngesellschaft. Bei seinem Tod am 4. Januar 1885 vermachte er dem Staat einen Teil seines Landbesitzes auf dem dann ein öffentlicher Park entstehen sollte. Der Coburnpark wurde im Jahr 1907 eröffnet.